# ماري غالاغير
ماري غالاغير (بالإنجليزية: Mary Gallagher)‏ هي كاتبة سيناريو أمريكية، ولدت في 1947.

## وصلات خارجية
- ماري غالاغير على موقع IMDb (الإنجليزية)